# Moria (PLATO)
Moria és un videojoc de rol de masmorres desenvolupat originalment pel sistema PLATO el 1975, amb dates de drets d'autor incloses el 1978 i 1984. Va ser un joc pioner, que permetia partides de fins a deu jugadors viatjar com a grup i comunicar-se entre ells, generant dinàmicament masmorres (en comptes de computar-les), i permetia una visualització de perspectiva en primera persona en dibuix de línies. Un dels seus autors, Kevet Duncombe, afirma no haver llegit els treballs de J. R. R. Tolkien o haver sentit parlar de Dungeons & Dragons en el moment en què va començar el desenvolupament, però va ser conscient del joc de PLATO, dnd.